# Ophisurus serpens
Ophisurus serpens (von griechisch όφις óphis „Schlange“ und ουρά ourá „Schwanz“) ist ein fast weltweit vorkommender Vertreter der Familie der Schlangenaale (Ophichthidae). Die bis zu 240 cm lang werdenden, meist sandfarbenen Tiere halten sich bevorzugt versteckt im Sand auf und ernähren sich karnivor.

## Aussehen und Merkmale

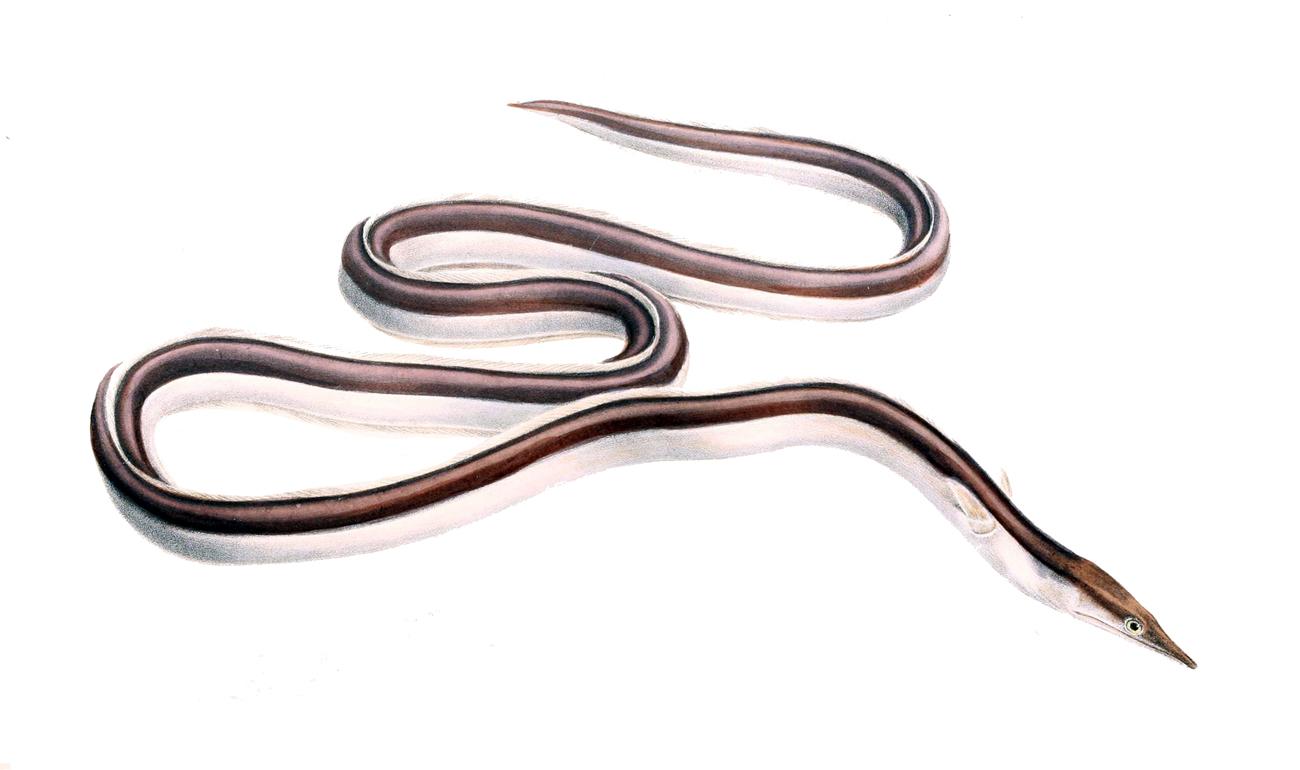

Der Körper des Schlangenaals ist schlank und schlangenförmig. Die Brustflossen (14–16 Strahlen) sind vorhanden, während Schwanz- und Bauchflossen fehlen. Die Funktion der fehlenden Schwanzflosse wird von der weit nach hinten reichenden Rücken- und Afterflosse übernommen. Der Ansatz der Rückenflosse befindet sich kurz hinter der Spitze der Brustflosse. Wie bei allen Vertretern der Familie Ophichthidae ist auch bei Ophisurus serpens das Ende des Schwanzes versteift, was ihm das Eingraben mit dem Schwanz voran in den Sand erleichtert. Die Afteröffnung befindet sich in der vorderen Körperhälfte.
Der Kopf ist länglich und zugespitzt, die Mundöffnung reicht deutlich bis hinter das Auge und kann bei Adulten nicht vollständig geschlossen werden. Der Kiefer ist hufeisenförmig, während der Unterkiefer kürzer ist als der Oberkiefer. Besetzt ist dieser mit spitzen, nach hinten gebogenen Zähnen. In der Mitte des Gaumens ist eine weitere Reihe Zähne zu finden, deren Größe nach hinten hin abnimmt. Die Hyomandibulare, ein Skelettelement des zweiten Kiemenbogens, ist in der Regel vertikal oder nach hinten geneigt, die Kiemenöffnung liegt lateral direkt vor den Brustflossen.
Die vordere Nasenöffnung befindet sich relativ in der Mitte zwischen Schnauzenspitze und vorderem Augenrand, die hintere innerhalb der Oberlippe und wird zusätzlich von einer Klappe bedeckt. Es gibt zahlreiche Branchiostegalradien (bis zu 49 Paare), welche gemeinsam einen Korb, die Jugostegale, bilden.
Die Länge von Ophisurus serpens liegt in der Regel zwischen 1,80 m und 2,0 m, es wurden jedoch schon Exemplare mit einer Länge von bis zu 2,40 m beschrieben.
Die Schnauze ist meist ockerfarben, die Färbung des Rückens kann von olivgrün über braun bis weißlich reichen mit einer deutlich helleren Bauchseite. Die Kopfporen sind schwarz, Rücken- und Afterflosse haben einen dunklen Rand.
Ophisurus serpens ist nicht so selten wie ursprünglich angenommen.

## Vorkommen

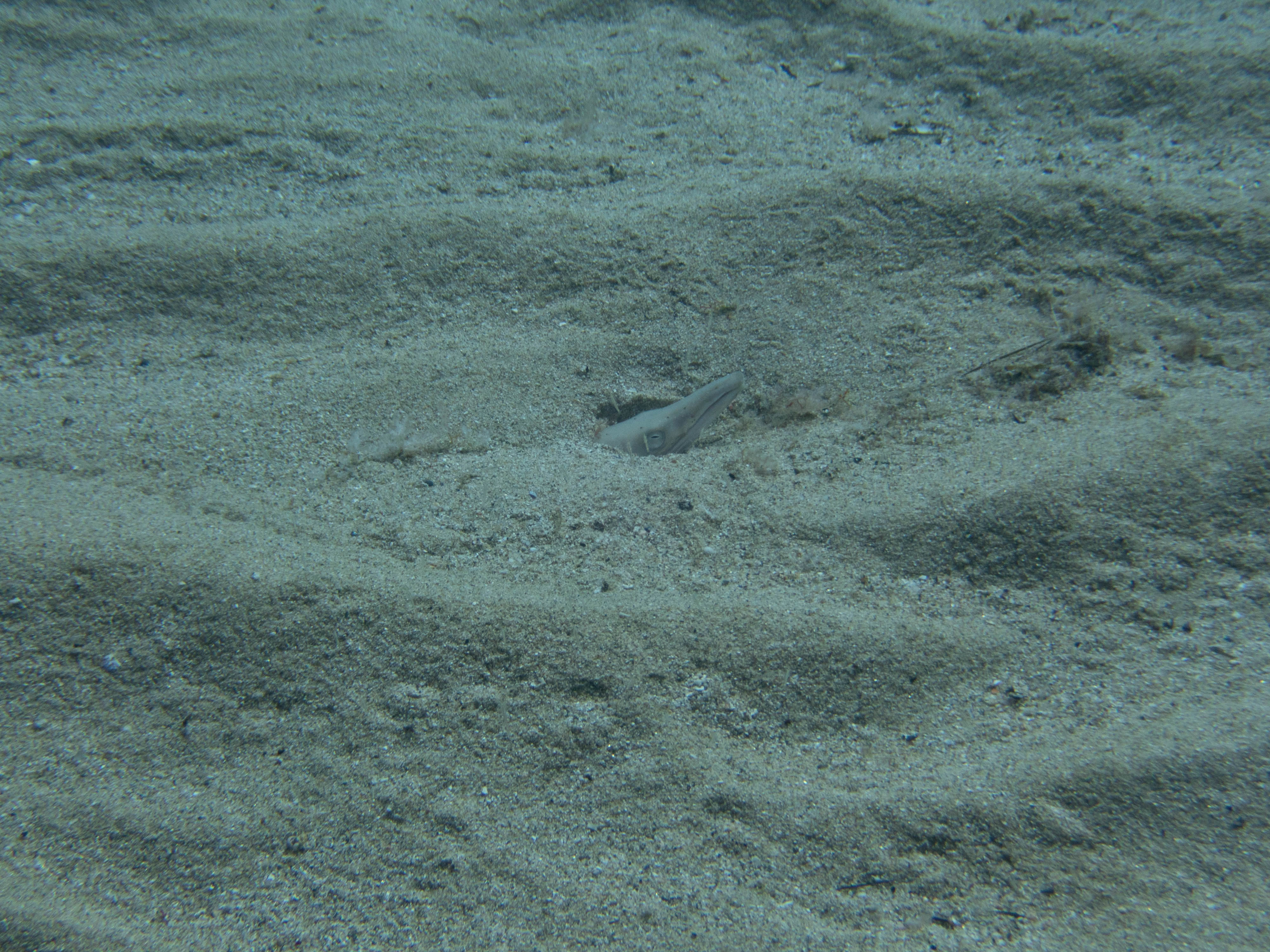
Ophisurus serpens, versteckt in seinem Bau

Ophisurus serpens kann vom östlichen Atlantik, genauer von der Iberischen Halbinsel bis Südafrika, über das Mittelmeer bis hin zum Indischen Ozean beobachtet werden. Außerdem wurde er von Australien und Neuseeland bis nördlich von Japan gesichtet. Diese extrem weite Verteilung könnte jedoch darauf zurückzuführen sein, dass zwei ähnliche Arten als dieselbe interpretiert wurden. Der Schlangenaal kommt in einer Tiefe von 15–300 m vor und bevorzugt küstennahen Meeresboden. Er lebt in der Regel auf feinsandigem Boden, in welchen er sich eingräbt, so dass nur der Kopf rausschaut. Jungtiere können auch in seichteren Gewässern vorkommen.

## Lebensweise
Ophisurus serpens ist nachtaktiv. Tagsüber sind die Pupillen schlitzförmig oder oval, nachts rundlich. Er ernährt sich von kleinen Fischen und Wirbellosen, vermutlich auch von Krebstieren. Der Schlangenaal ist sesshaft und kann bis zu einen Monat im selben Loch verbringen.

## Fortpflanzung
Zur Fortpflanzung gibt es nur wenig Daten. Im Mittelmeer ist die Laichzeit von Juni bis September. Die pelagischen Eier haben einen Durchmesser von bis zu 4 mm, zum Schlüpfzeitpunkt sind die Larven etwa 10 mm groß. Bei einer Größe von ca. 13 cm entwickelt sich das Leptocephalus-Larvenstadium zum Adulttier um. Zur Geschlechtsdetermination konnte bei Ophisurus serpens ein XX/XY-System nachgewiesen werden.

## Sonstiges
Ophisurus serpens gilt als nicht genießbar und wird auf Fischmärkten gelegentlich als Beifang angeboten.
Er gilt als nicht gefährdet.